# Marquesa del Ter
Lilly Rose Schenrich, marquesa consorte del Ter y condesa consorte de Morella (París, 1864-Londres, 29 de abril de 1936), conocida como la marquesa del Ter, fue una pianista y feminista francesa que fundó una de las primeras organizaciones feministas en España. Fue galardonada con la Médaille de la Reconnaissance française por su trabajo de ayuda a hospitales durante la Primera Guerra Mundial. 

## Biografía
Nació en 1864 en París, hija de Julia Elizabeth Spuring y Henri Joseph Schenrich. Estuvo casada con el diplomático español Ramón Cabrera y Richards (1854–1940), diez años mayor que ella, II marqués del Ter y II conde de Morella, hijo del también noble Ramón Cabrera y Griñó. Su boda tuvo lugar el 23 de octubre de 1884 en la capilla católica francesa en la calle Little George de Marylebone (Londres). En 1889, nació en Londres el único hijo de la pareja, Ramón Henry. Vivían a caballo entre Londres y Madrid aunque pasaron algunas temporadas en Washington D. C., en San Petersburgo (1901) y en elProtectorado español de Marruecos (1921-1922), donde durante tres meses vivió la peor parte del bombardeo de Melilla siendo testigo de importantes derrotas españolas.
Schenrich era pianista y actuó en teatros de Inglaterra, Francia y España. También era una experta lingüista, y hablaba con fluidez en inglés, francés y español, y se manejaba en alemán e italiano. En 1914, al comienzo de la Primera Guerra Mundial, fundó la organización humanitaria “Sociedad para la asistencia de los hospitales aliados” que proporcionaba suministros a quinientos hospitales militares en Francia. También recogía ropa y suministros para hospitales en Bélgica y Salónica, en Grecia. La organización proporcionó 110 ambulancias y trescientos hombres que ayudaron durante la guerra. Por su trabajo con la Cruz Roja, el gobierno francés la condecoró con la Médaille de la Reconnaissance française (medalla francesa del reconocimiento).

A finales de los años 20 del siglo XX, la madre de su marido murió y regresaron a España con su hijo. Allí, la marquesa se unió al movimiento de las sufragistas y fundó una de las primeras organizaciones feministas en España, la Unión de Mujeres de España (UME) el 24 de diciembre de 1918 junto a María Lejárraga que fue quien acabó dirigiéndola. Escribió sobre temas feministas y su retrato fue portada de la revista Voice of Women (volumen 21, en enero de 1919). Aunque duró poco, Schenrich fundó una revista feminista llamada Renacimiento. Desafió a las leyes españolas que prohibían a las mujeres actuar sin el consentimiento de su marido, a las que obligaban a las mujeres a tomar la nacionalidad de su marido una vez casados y a las que daban a los maridos la patria potestad sobre los hijos. La UME estaba a favor de la educación de las mujeres, asunto que había sido ignorado por todas las clases sociales en esa época. Aunque intentó utilizar sus contactos con la realeza, apelando directamente a la reina consorte Victoria Eugenia de Battenberg, solo consiguió algún pequeño éxito y solía lamentarse en la prensa del lento progreso que se hacía en España.
Cuerpo y alma, las mujeres no somos más que esclavas. La actriz que se casa no puede firmar un contrato sin el consentimiento de su marido. La que es viuda no puede tener un piso sin la ayuda de un pariente masculino. Y en el consejo familiar somos completamente ignoradas. Ni siquiera podemos abrir una cuenta bancaria, ni tocar una herencia, ni elegir a los maestros de nuestros propios hijos. Nuestras dotes pasan a nuestros maridos en el momento en que nos casamos. Puede que consiga un millón al año por mí misma, pero como esposa necesito acudir a mi marido por cada dólar que quiero. ¿Es esto justo o equitativo en 1921?

Schenrich dirigiéndose a la reina de España, citado en el New York Times Book Review and Magazine (1 de mayo de 1921)
Debido a su gran manejo del lenguaje y sus profundos conocimientos sobre asuntos internacionales, Schenrich fue elegida delegada española en el «Congreso para el sufragio femenino» de la Alianza Internacional de Mujeres, organizado en 1920 en Ginebra (Suiza). Fue la representante española de la Union des Femmes de France, en París, en el «Congreso Internacional de París» de 1926 y, en 1927, en el «Congreso para la paz» de la Alianza Internacional de Mujeres, celebrado en Ámsterdam (Países Bajos). Durante la recolección de materiales sobre leyes internacionales y su impacto en la ciudadanía de las mujeres, proceso iniciado por Doris Stevens y Alice Paul para la Organización de los Estados Americanos y la Sociedad de las Naciones, Schenrich fue una de las feministas que ayudó a recopilar información sobre las leyes de cada país. El informe condujo al primer acuerdo internacional de la Historia sobre los derechos de las mujeres, aunque solo fue asumido por los miembros de la Organización de los Estados Americanos.
Fundó el Consejo Nacional de mujeres españolas, donde fue vicepresidenta de la Cruzada de Mujeres Españolas, y fue miembro de la Sociedad Ibérica de Ciencias Naturales y de la Real Sociedad Económica Matritense de Amigos del País.
Después de varios años en España, la pareja regresó a Londres donde Schenrich murió el 29 de abril de 1936 y fue enterrada el 2 de mayo en el cementerio de Windsor. 

## Reconocimientos
Después de su muerte, se presentó en la Biblioteca Nacional de Portugal su colección musical de treinta volúmenes, que contenía música para voz y sonatas para piano de Beethoven, de Haydn y de varios compositores franceses.
Una novela histórica de 2012 titulada Cándida y escrita por Isabel Lizarraga relata las historias de las primeras feministas españolas e incluye descripciones de Schenrich.